# Hyomok-dong
Hyomok-dong (koreanska: 효목동) är en stadsdel i staden Daegu i den sydöstra delen av Sydkorea, 240 km sydost om huvudstaden Seoul. Den ligger i stadsdistriktet Dong-gu.

## Indelning
Administrativt är Hyomok-dong indelat i:
| Namn    | Namn              | Yta i km² | Invånare 31 aug 2020 |
| ------- | ----------------- | --------- | -------------------- |
| 효목1동 | Hyomok 1(il)-dong | 1,38      | 14 235               |
| 효목2동 | Hyomok 2(i)-dong  | 0,72      | 14 899               |